# Régina
Régina é uma comuna francesa do departamento de ultramar da Guiana Francesa. Sua população em 2007 era de 826 habitantes.